# Ахтямов, Артур Русланович
Артур Русланович Ахтямов (род. 31 октября 2001, Казань) — российский хоккеист, вратарь. Мастер спорта России (2025).
Серебряный призёр МЧМ-2021.

## Биография
Родился в семье стоматолога и психолога. Первый тренер — Антон Сергеевич Самсыкин. В сезоне 2018/2019 дебютировал за «Ирбис» в МХЛ, где участвовал на Кубке Вызова НХЛ. В следующем сезоне дебютировал за «Барс» в ВХЛ.
Летом 2022 года перешёл в альметьевский «Нефтяник» в рамках сотрудничества с «Ак Барсом». Сразу после завершения выступления «Нефтяника» в сезоне 2022/2023 вернулся в «Ак Барс».
В начале сезона КХЛ 2023/2024 основные вратари казанского «Ак Барса» были травмированы. Ахтямов первый матч в сезоне 2023/2024 за «Ак Барс» сыграл 27 сентября 2024 года против минского «Динамо» (2:3), где, отыграв 58 минут, был заменен на шестого полевого игрока. Сразу после возвращения в состав основных вратарей, Ахтямов был обратно отправлен в «Нефтяник».
Обладатель Кубка Петрова 2023/2024.